# Le Tueur de Boston
Pour plus de détails, voir Fiche technique et Distribution.
Le Tueur de Boston (titre original : The Strangler) est un film américain réalisé par Burt Topper, sorti en 1965.

## Synopsis
Obèse, soumis à une mère abusive, Leo Kroll étrangle des jeunes femmes. Il tombe amoureux, en vain : il va tenter d'étrangler celle qui le repousse.

## Fiche technique
- Titre : Le Tueur de Boston
- Titre original : The Strangler
- Réalisation : Burt Topper
- Scénario : Bill S. Ballinger
- Musique : Marlin Skiles
- Photographie : Jacques Marquette
- Production : Samuel Bischoff et D. Diamond
- Pays d'origine :  États-Unis
- Format : Noir et blanc - Mono - 35 mm
- Genre : Thriller
- Durée : 90 min
- Date de sortie :
  - France : 20 janvier 1965

## Distribution
- Victor Buono  (VF : Claude D'Yd) : Leo Kroll
- David McLean  (VF : Roger Rudel) : Lieutenant Benson
- Diane Sayer  (VF : Lisette Lemaire) : Barbara
- Baynes Barron  (VF : Jacques Deschamps) : Sergent Clyde
- Ellen Corby  (VF : Lita Recio) : Madame Kroll
- Michael Ryan  (VF : Hubert Noël) : Posner
- Russ Bender  (VF : Jean Violette) : Docteur Sanford
- Robert Cranford  (VF : Serge Lhorca) : Rosten
- Davey Davison : Tally